# Врдничка бања
Врдничка бања се налази у ширем подручју Врдника, у средишњем делу Срема, у подножју Фрушке горе, на надморској висини од 210 m. Бања је удаљена од Београда 74 km, а од Новог Сада 24 km.

## Историја
Експлоатацијом угља у Врднику, која је трајала 1804—1968. године, поремећени су постојећи природни односи стена, те је вода продрла у рударска окна 1929, 1930. и 1931. године. Зна се да је вода температуре 34-36 °C брзо испунила рудничке ходнике и галерије. Термоминерална вода из Главног јужног окна искоришћена је за формирање бање. Лековитост воде утврдио је Завод за интерне болести из Београда. Иако је ова бања имала углед у земљи и свету (1938. подигнута у прва бањска здања), истински процват доживљава од 1981. године, настанком Завода за специјалну рехабилитацију „Термал”, савремено опремљене здравствене установе с тимом лекара специјалиста, терапеута и другог особља.

## Физичко-хемијске карактеристике воде и клима
Вода је благе алкалне реакције коју условљавају јони хидроксилне групе. Као колоидно растворени јављају се силицијум-диоксид, алуминијум-оксид и гвожђе-оксид. Слободног угљен-диоксида нема. У мањим количинама вода је бистра и провидна, а у већим зеленкаста. Према оваквим карактеристикама, термоминерална вода Врдника сврстана је у алкалне, натријум-магнезијум-хидрокарбонатне хипотерме, са извесним присуством слободног водоник-сулфата. Клима је умерено-континентална, са мало падавина, одсуством ветрова и великом инсолацијом од преко 2.200 часова годишње. Чист ваздух са великим садржајем озона, бању Врдник сврстава и у ред ваздушних бања.

## Делатност
Ова вода успешно се примењује за лечење екстраартикуларног (фиброзити, миозити, паникулит), дегенеративног (артрозе, спондилозе) и хроничног инфламаторног реуматизма (еволутивни полиартрит, Бехтеревљева болест). Терапија се обавља купањем и медикаментозом, уз примену најсавременијих медицинских инструмената и поступака. Лечење се спроводи у Заводу за специјалну рехабилитацију „Термал”, који располаже савременом опремом за пружање свих метода физикалне медицине и рехабилитације и стручним тимом лекара специјалиста и акупунктуролога. У Заводу се примењују разноврсне методе лечења — осим хидро, и физикалнe, кинези, парафино, електро и фото терапија, купке у базенима с водом под притиском, али и древна кинеска метода — акупунктура.

## Индикације
Благодaти термоминералне воде у „Термалу” познате су по лечењу широког спектра обољења.
- Реуматолошка обољења: реуматоидни артритис, анкилозирајући спондилитис (Morbus Bechterewi), псоријазни артритис, Реитеров синдром, морбус Сјогрен, дегенеративна обољења зглобова (коксартроза, гонартроза), дегенеративна обољења кичменог стуба (цервикални и лумбални синдром), ванзглобни реуматизам.
- Неуролошка обољења: стања након можданог удара, хемипареза, лезије периферних и кранилајних нерава, мултипла склероза, стања након операције кичменог стуба, Паркинсонова болест, церебрална парализа, мишићна дистрофија.
- Ортопедска обољења: стања након прелома костију и зглобова, стања након ортопедских операција (остеосинтеза и уграђивање ендопротеза — кук, колено, раме), дегенеративне промене на кичменом стубу.
- Спортске повреде: лечење и превенција спортских повреда, постоперативна рехабилитација, Оверусе синдроми (синдроми хроничног пренапрезања: тениски лакат, голферски лакат, скакачко колено), синдром претренираности, синдром хроничног умора.[5]

## Туризам
Због свог повољног географског положаја, који се огледа у близини два највећа града у Србији, Београда и Новог Сада, бања Врдник се развила у једну од најпопуларнијих туристичких дестинација у Војводини. Завод „Термал”, поред основне медицинске, има и друге комплементарне делатности — рекреациони и спортски туризам, угоститељство... Боравак у Врднику пружа изванредне могућности за излете до Фрушке горе и неког од њених 16 манастира (на атару општине Ириг — којој припада и Врдник — налази се седам средњовековних манастира), до Дунавa и Саве, бројних винских подрума, Новог Сада, Сремских Карловаца (стари центар српске културе и духовности — с најстаријом српском библиотеком и Богословијом, црквама, музејима, барокном чесмом „Четири лава”), Стражилова или до значајног археолошког налазишта — царског града Сирмијума (Сремска Митровица).
Сама бања, близина Фрушке горе, културно историјски објекти и живописна околина стварају изванредне предуслове за туризам. Тако се у ближој и даљој околини налази већи број : хотела, вила, апартмана, хостела за смештај и рекреацију.

### Културно-историјски мотиви
Смештени у самом средишту „Свете Фрушке горе”, доласком у хотел-стационар  „Термал” туристи имају прилику да обиђу 16 манастира и неколико цркава. Најближи су манастир Врдник и манастир Јазак.
- Манастир Врдник

Недалеко од Завода „Термал” налази се манастир Врдник, за који се сматра да је основан почетком XVI века (помиње се у турским писаним документима 1589). Овај манастир познат је и под називом — сремска Раваница, јер су га 1697, опустошеног и разрушеног, обновили и у њега положили мошти Светог кнеза Лазара калуђери стигли из Сент Андреје, који су се у Великој сеоби под Чарнојевићем повукли из Раванице, крај Ћуприје. И данас се у манастиру налази део његових моштију, али и мошти Свете Великомученице Анастасије из 3. века, као и светиње са Христовог гроба. Велелепни комплекс чини црква и три конака, који важе за једне од најлепших конака у Србији.
- Манастир Јазак

Јединствена комбинација старе српске архитектуре са барокним и исламским утицајима издваја овај најмлађи фрушкогорски манастир (половина XVIII века) и као један од најлепших архитектонских споменика на Фрушкој гори. Легенда га везује за деспота Јована Бранковића, а ту су смештене и мошти последњег Немањића — Светог српског цара Уроша.
- Врдничка кула

Верује се да су Врдничку кулу саградили Римљани за време цара Марка Аурелија 287. године, како би им служила као осматрачко место за одбрану Сирмијума (Сремска Митровица), једне од четири престонице Римског царства. По њој је и сам Врдник добио назив, удаљена је 30 km од бање. Висока је преко 18 m, смештена на врху прилично високог брда, опкољена густом шумом кроз коју води стрма и уска пешачка стаза на чијем се крају налази видиковац са спектакуларним погледом на Врдник и околину.

### Манифестациони мотиви
У току целе године у Врднику и околини приређују се занимљиве туристичко-забавне манифестације. Бања је домаћин Песничким данима и Ликовној колонији. Радови учесника Ликовне колоније красе бањску галерију и парк који окружује базен. Затим ту се одржавају и следеће манифестације:
- Видовдански сабор — желећи да очувају традицију, Врдничани сваке године 28. јуна организују Видовдански сабор за време кога посебну пажњу посвећују неговању традиције, вредностима материјалне и духовне културе, народним обичајима и веровањима народа тог краја.
- Дани вина у Ривици — у духу традиције у Ривици (удаљеној само 5 km од „Термала”) крајем јануара организују се Дани вина. Тих дана све је посвећено винима и сремској кухињи. Пију се шприцери, једу чварци, крвавице и кобасице, бирају се најбољи подруми и произвођачи вина. Целу атмосферу употпуњују тамбураши и играчи у народним сремачким ношњама.
- Пударски дани — манифестација посвећена пудару — чувару винограда од почетка зрења грожђа, па до бербе. Одржава се трећег викенда у септембру у општини Ириг. Посетиоци могу имати прилику да пробају пударски паприкаш, окушају се у берби грожђа, провозају запрегама и пробају врхунска сремска вина.
- Доситејевим стазама — за љубитеље природе, планинарско друштво „Др. Лаза Марковић” из Ирига, сваке године у мају организује планинарење под називом Доситејевим стазама. Том приликом посетиоци могу учествовати у походу на Фрушку гору и њене манастире, након чега их очекује забава у планинарском дому на Иришком венцу.
- Фрушкогорски маратон — одржава се сваке године око првог маја и траје два дана. На маратону учествује 10.000 маратонца: љубитељи природе, планинари, ентузијасти из целог региона.[11]

### Материјална база туризма

#### Завод за специјалну рехабилитацију „Термал”
Пацијентима, али и све бројнијим другим посетиоцима, на располагању су, осим савремено опремљеног амбулантно-терапијског блока за дијагностику и лечење и два рекреативна затворена базена, отворени олимпијски базен (с проточном термалном водом), салон за масажу, конгресна дворана (500 седишта), два ресторана, клуб забавних игара, спортски терени.

#### Хотел „Premier Aqua” Врдник
Хотел са базеном и собама од 2012.г. има у понуди и физикалну медицину и рехабилитацију.

#### Хотел "Фрушке терме"
Хотел располаже са 200 соба и апартмана, неколико базена, саунама, спа центром,11 конфернцијских сала и конгресном двораном.

#### Етно насеље „Врдничка кула”
Етно насеље „Врдничка кула” се налази на само 2 километра од бање Врдник. Етно насеље је добило назив по историјској грађевини из 12. века, која је према подацима подигнута у периоду када су Римљани били насељени на овом подручју. До овог историјског локалитета се може доћи „стазом здравља” за свега 20 минута лагане шетње.
- Етно насеље "Врдничка кула"
- Храм Св. Вм. Георгија Победоносца
- Бунгалови